# Кастав
Ка́став (хорв. Kastav, італ. Castua) — невелике місто в Приморсько-Ґоранській жупанії Хорватії. Знаходиться за десять кілометрів на північний захід від Рієки і за п'ять кілометрів на північний схід від Опатії. Місто було закладене на окремому пагорбі висотою 378 метрів над рівнем моря. Його історичний центр, парки і великий ліс приваблюють туристів з Хорватії та інших країн. У межах міської стіни знаходиться церква, що належить до XIII століття, у якій кожне літо проводиться міжнародний музичний фестиваль.

## Історія
Кастав має тривалу історію. Містом володіли іллірійці й римляни. Місто було закладене як фортеця з дев'ятьма баштами. З XII століття містом правила італійська графська династія з міста Дуїно. В 1400 році місто перейшло під контроль графів Walse, водночас був написав «Закон міста Кастава» 1400 року національною мовою, який закріпив статус міста як адміністративного та політичного центру кінця XIV століття. У 1465 році містом заволодівають Габсбурги, а в 1630 — орден єзуїтів. У 1773 році Кастав перейшов під владу Австрії.
У 1700 році в Каставі була заснована школа, яка стала першою школою Істрії. У 1863 році місто було спустошене епідемією холери. У 1866 році після відродження міста була заснована перша в Істрії бібліотека. До утворення Королівства сербів, хорватів і словенців Кастав, на відміну від навколишніх сіл, належав Італії.

## Населення
Населення громади за даними перепису 2011 року становило 10 440 осіб, 3 з яких назвали рідною українську мову.
Динаміка чисельності населення громади:

## Клімат
Середня річна температура становить 12,72 °C, середня максимальна — 26,02 °C, а середня мінімальна — –0,38 °C. Середня річна кількість опадів — 1418 мм.
| Клімат міста                                  | Клімат міста | Клімат міста | Клімат міста | Клімат міста | Клімат міста | Клімат міста | Клімат міста | Клімат міста | Клімат міста | Клімат міста | Клімат міста | Клімат міста | Клімат міста |
| Показник                                      | Січ.         | Лют.         | Бер.         | Квіт.        | Трав.        | Черв.        | Лип.         | Серп.        | Вер.         | Жовт.        | Лист.        | Груд.        |              |
| Середній максимум, °C                         | 8,97         | 9,64         | 12,26        | 16,07        | 20,84        | 24,83        | 26,02        | 25,36        | 20,92        | 16,78        | 11,87        | 9,04         |              |
| Середня температура, °C                       | 4,28         | 4,96         | 7,60         | 11,41        | 16,16        | 20,15        | 22,39        | 21,71        | 17,28        | 13,14        | 8,22         | 5,41         |              |
| Середній мінімум, °C                          | −0,38        | 0,29         | 2,92         | 6,73         | 11,49        | 15,47        | 18,74        | 18,06        | 13,63        | 9,49         | 4,59         | 1,76         |              |
| Норма опадів, мм                              | 116          | 92           | 105          | 109          | 93           | 112          | 71           | 99           | 134          | 171          | 171          | 145          |              |
| Середньомісячна швидкість вітру, м/с          | 2.84         | 3.02         | 3.04         | 2.88         | 2.62         | 2.51         | 2.47         | 2.53         | 2.59         | 2.87         | 3.11         | 3.06         |              |
| Середньомісячна сонячна радіація, кДж/м²·день | 4351         | 7233         | 10409        | 14823        | 19056        | 20604        | 21862        | 18640        | 13692        | 8916         | 4794         | 3674         |              |
| --------------------------------------------- | ------------ | ------------ | ------------ | ------------ | ------------ | ------------ | ------------ | ------------ | ------------ | ------------ | ------------ | ------------ | ------------ |
| Джерело:                                      |              |              |              |              |              |              |              |              |              |              |              |              |              |